# آندره لابارت
آندره اس. لابارت (فرانسوی: André S. Labarthe‎) (۱۸ دسامبر ۱۹۳۱ – ۵ مارس ۲۰۱۸) تهیه‌کننده، کارگردان و فیلم‌نامه‌نویس اهل فرانسه بود.
از فیلم‌هایی که وی در آن نقش داشته‌است، می‌توان به ازنفس‌افتاده و گذران زندگی اشاره کرد.